# Hololepta obscura
Hololepta obscura är en skalbaggsart som beskrevs av Sylvain Auguste de Marseul 1853. Hololepta obscura ingår i släktet Hololepta och familjen stumpbaggar. Inga underarter finns listade i Catalogue of Life.